# روبرت إتش تشيلتون
روبرت إتش تشيلتون (بالإنجليزية: Robert H. Chilton)‏ هو عسكري أمريكي، ولد في 25 فبراير 1815 في مقاطعة لودون في الولايات المتحدة، وتوفي في 18 فبراير 1879 في كولومبوس في الولايات المتحدة.